# 梁又琳
梁淑慧（英文名：Yolin Liang，1982年6月11日—），藝名梁又琳，台灣藝人。德霖技術學院畢業。主要演藝工作以電視劇為主，另有廣告代言與MV演出，也有跨行書籍著作與主持節目等。
2013年夏天，和中國大陸演員趙錦燾正式結婚。2014年長女誕生，2016年幼女誕生。

## 經歷
梁又琳最初以拍攝廣告與MV演出而出道。在2002年當時以本名「梁淑慧」參與電影《藍色大門》演出而受到矚目，之後以藝名「梁又琳」參與多部電視劇演出，主要以短篇偶像劇為主，著名作品包括《我的秘密花園》、《男丁格爾》等。2006年參與帶狀情境喜劇《麻辣一家親》。2007年首次參與八點檔連續劇《豪門本色》的演出。2008年將參與電影《風中騎士》的拍攝工作。
此外，梁又琳於2006年跨行寫作美容化妝書《國民美顏幫主：梁又琳的愛戀美妝》，並於2007年接替李佳豫接下東風衛視的《估價王》女主持一職，首次嘗試節目主持人的工作。

## 愛好
梁又琳是日本三麗鷗卡通角色布丁狗的愛好者，曾多次接受報章媒體訪談，報導其個人的布丁狗興趣收藏。
- 陳慧貞：〈可愛收藏品 梁又琳的好朋友〉，民眾日報，2006年8月20日，D18版（影視人物）
- 陳慰慈：〈愛狗狗不分真與假 梁又琳裝可愛扮布丁狗〉，蘋果日報，2003年9月26日，C15版（名人掏寶貝）

## 演出作品

### 主持
- 2007年 《估價王》東風衛視，原為李佳豫主持，於2007年11月底接替。男主持人為陽帆。

### 電影
- 2002年 《藍色大門》飾演 林月珍
- 2004年 《夢遊夏威夷》客串
- 2007年 《谁搞鬼上身》飾演 小玉
- 2008年 《風中騎士》飾演 盛蕾
- 2012年 《我是中国人》飾演 櫻子
- 2019年 《菲凡记忆》

### 電視劇
- 2002年 《甜檸檬之戀》飾演 金可善
- 2003年 《我的秘密花園》飾演 林文靜
- 2003年 《又見橘花香》飾演 杜凱晴
- 2003年 《單身宿舍連環泡》飾演 有美
- 2004年 《我的秘密花園II》飾演 林文靜
- 2004年 《男丁格爾》飾演 張琦
- 2004年 《追風少年》飾演 羅莉
- 2005年 《艾曼紐要怎樣》客串
- 2006年 《Q狼特勤組》飾演 歐莉
- 2006年 《麻辣一家親》飾演 吳莉香
- 2007年 《豪門本色》飾演 葉涵宇
- 2008年 《歡喜來逗陣》飾演 Amy
- 2008年 《誰搞鬼上身》飾演 小玉（緯來電影台）
- 2008年 《牽牛花開的日子》飾演 蔡英美（阿美老師）
- 2009年 《魔女18號》 飾演 范曉玲（范嘉嘉）
- 2010年 《難為女兒紅》 飾演 向陽紅
- 2010年 《愛似百匯》 飾演 胡小雲
- 2011年 《艋舺燿輝》 飾演 余惠芳
- 2012年 《望海的女人》 李毓梅
- 2012年 《我的妈妈是天使》 飾演 采薇
- 2013年 《盛夏晚晴天》 飾演 萊雪
- 2014年 《少年神探狄仁杰》 飾演 杜静秋
- 2014年 《大女難嫁》（原名：《大女遭遇怪爸爸》）飾演 黄安安
- 2016年 《一念向北》 飾演 頤朵
- 2016年 《忍冬艳蔷薇》飾演 何秀
- 2017年 《降龍伏虎小濟公》（網路劇）飾演 柳燕娘
- 2017年 《勇者》（原名：绝杀33）飾演 胡茵茵
- 2018年 《萌妻食神》飾演 長公主
- 2019年 《红色巨塔》
- 2020年 《四月望雨－四季紅》飾演 葉華
- 2020年 《九州·天空城II》飾演 璇璣

### MV演出
- 2000年 蔡淳佳 〈有心人 有情人〉
- 2000年 趙詠華 〈明白〉
- 2002年 戴佩妮 〈時間快轉〉
- 2009年 陳昇 〈美麗的邂逅〉
- 2009年 陳昇 〈賣水〉

## 廣告代言
- 麥香綠茶
- 果漾
- 2003年 水平衡-元素碳洗面乳
- 2004年 教育部四技二專招生代言
- 2004年 台灣柳丁代言
- 2005年 蜜妮深層卸粧棉

## 單曲
- 2004年 《我的秘密花園II電視原聲帶》主題曲〈Cha Cha〉
- 2013年 《盛夏晚晴天》插曲〈路過愛情〉

## 書籍
- 2006年 《國民美顏幫主：梁又琳的愛戀美妝》，沃爾出版，〔ISBN 9861277293〕

## 外部連結
- 梁又琳的Facebook專頁
- 梁又琳的新浪微博
- 梁又琳在豆瓣上的资料（简体中文）
- 梁又琳在时光网上的簡介（简体中文）